# Shove Records
Shove Records è un'etichetta discografica indipendente newyorkese dedicata al noise rock.
Nell'ottica della filosofia D.I.Y. (Do It Yourself), la Shove Records era l'etichetta personale dei Pussy Galore.

## Catalogo
- SHOV 1  Pussy Galore, Feel Good About Your Body (EP 7") in collaborazione con la Adult Contemporary Records
- SHOV 2  Pussy Galore, Groovy Hate Fuck (EP 12")
- SHOV 3  Pussy Galore, Exile On Main Street (musicassetta)
- SHOV 3  Pussy Galore, Exile On Main St. (LP)
- SHOV 4  Pussy Galore, Pussy Gold 5000 (12")
- SHOV 5  Bewitched, Chocolate Frenzy (12")
- SHOV 6  Pussy Galore, 1 Yr Live (musicassetta)